# Chris Sale
Christopher Allen Sale, soprannominato The Condor (Lakeland, 30 marzo 1989), è un giocatore di baseball statunitense, lanciatore partente negli Atlanta Braves della Major League Baseball (MLB).

## Carriera

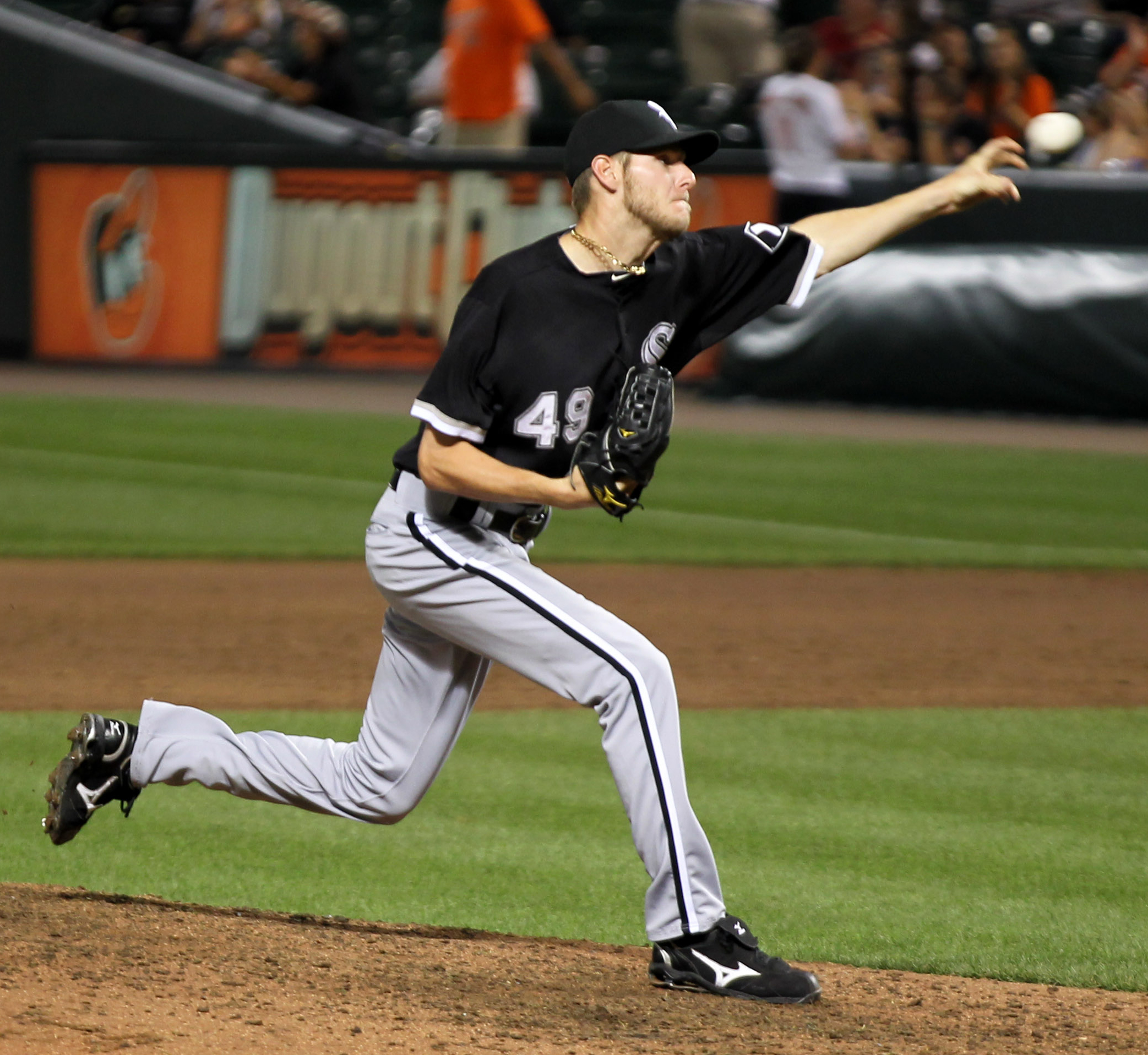
Sale con i Chicago White Sox nel 2011

### Gli inizi e la Minor League
Sale nacque a Lakeland nello Stato della Florida, diplomandosi alla Lakeland Senior High School. Nell'estate del 2009 fu il lanciatore per la squadra degli Yarmouth Red Sox della Baseball League Cape Cod dove ebbe un record finale di 4 vittorie e 2 sconfitte, con una media PGL di 1.47 e 57 strikeout.
Sale giocò a baseball alla Florida Gulf Coast University. Nel 2010 chiuse la propria carriera universitaria con un record di 11-0 nel bilancio vittorie-sconfitte con una media PGL di 2,01 (ERA) in 17 partite giocate come lanciatore partente. In 103 inning lanciati eliminò 146 battitori e concesse 14 punti. Quell'anno guidò la NCAA in strikeout, venendo premiato come lanciatore dell'anno.
Sale venne selezionato originariamente dai Colorado Rockies nel 21º turno del draft 2007, ma entrò nel professionismo quando fu scelto nel primo turno come 13ª scelta assoluta dai Chicago White Sox nel draft della MLB 2010. Fu inizialmente assegnato alle minor league con i Winston-Salem Dash (livello A), dove chiuse con una media PGL di 2.25 in 4 inning lanciati. Successivamente fu promosso al livello AAA con gli Charlotte Knights, dove chiuse la propria esperienza con una media PGL di 2.84 in 6.1 inning lanciati.

### Major League

#### Chicago White Sox
Sale fu promosso nel roster principale in MLB due giorni prima del suo debutto, avvenuto il 6 agosto 2010, al Camden Yards di Baltimora contro i Baltimore Orioles; nell'ottavo inning. Al momento del debutto era il giocatore più giovane dell'intera MLB. Ottenne la sua prima salvezza contro i Cleveland Indians il 1º settembre 2010.
Il 28 maggio 2012, Sale stabilì un nuovo primato personale eliminando 15 battitori in sette inning lanciati nella vittoria per 2-1 contro i Tampa Bay Rays. Il 1º luglio dello stesso fu selezionato per prendere parte al suo primo All-Star Game. Chiuse la stagione regolare con 192 strikeout in 30 partite giocate, con un bilancio di 17-9 e una media PGL di 3.05.
Il 7 marzo 2013, Sale firmò con i White Sox un rinnovo contrattuale per cinque anni del valore di 32 milioni di dollari. Rimase con Chicago fino alla stagione 2016, venendo sempre convocato per l'All-Star Game e guidando l'American League in strikeout nel 2015.

#### Boston Red Sox
Il 6 dicembre 2016, i White Sox scambiarono Sale con i Boston Red Sox per Yoan Moncada, Michael Kopech, Luis Alexander Basabe e Victor Diaz.
Sale iniziò la stagione 2017 mandando strikeout 10 o più battitori in otto partenze come titolare consecutive, pareggiando il record MLB che già condivideva con  Pedro Martínez. Il 2 luglio 2017 fu convocato per il sesto All-Star Game della carriera. Il 29 agosto contro i Toronto Blue Jays, Sale divenne il giocatore più rapido della storia a fare registrare 1.500 strikeout in termini di inning lanciati. La prima stagione regolare con la nuova maglia si chiuse per Sale guidando la MLB con 308 strikeout, il primo giocatore dell'American League a superare quota 300 da Pedro Martinez nel 1999, classificandosi secondo nelle votazioni del Cy Young Award dietro a Corey Kluber.
Il 27 febbraio 2020, l'allenatore dei Red Sox Ron Roenicke annunciò l'indisponibilità di Sale per la giornata inaugurale a causa di una polmonite. Due settimane più tardi, la stagione venne rimandata a causa pandemia di COVID-19. Il 19 marzo, annunciò che Sale si sarebbe sottoposto alla Tommy John surgery, saltando di conseguenza l'intera stagione 2020. Iniziò la stagione 2021 ancora nella lista degli infortunati per 60 giorni. Il 15 luglio venne assegnato in minor league a scopo riabilitativo. Tornò in campo nella MLB il 14 agosto, venne brevemente reinserito tra gli infortunati dal 10 al 17 settembre, giorno quest'ultimo in cui ritornò disponibile. Disputò durante la stagione regolare 42.2 inning in nove partite, e nel post stagione 9.0 inning in tre partite.

## Palmarès

### Club
- World Series: 1

Boston Red Sox: 2018

### Individuale
- MLB All-Star: 7

2012-2018
- Leader dell'American League in strikeout: 2

2015, 2017
- Lanciatore del mese dell'American League: 4

(maggio 2012, giugno 2015, giugno e luglio 2018)